# ريكس هنت
ريكس هنت (بالإنجليزية: Rex Hunt)‏ هو ضابط شرطة ‏ ومعلق رياضي أسترالي، ولد في 7 مارس 1949 في Mentone, Victoria ‏ في أستراليا.

## وصلات خارجية
- ريكس هنت على موقع AustralianFootball.com (الإنجليزية)
- ريكس هنت على موقع AFLtables.com (الإنجليزية)
- ريكس هنت على موقع IMDb (الإنجليزية)

لم يتم العثور على روابط لمواقع التواصل الاجتماعي.